# Handzsár a tükörben
A Handzsár a tükörben krónikaregény, amely Szigetvár mindennapjait mutatja be 1683-1689 között, azaz a török uralom végén. A regényt a vár felszabadulásának 300. évfordulójára adták ki, és 2013-ban török nyelvre is lefordították.